# Torneo di Wimbledon 2018 - Qualificazioni doppio maschile
Le qualificazioni del doppio maschile del Torneo di Wimbledon 2018 sono state un torneo di tennis preliminare per accedere alla fase finale della manifestazione. I vincitori dell'ultimo turno sono entrati di diritto nel tabellone principale. In caso di ritiro di uno o più giocatori aventi diritto a questi sono subentrati i lucky loser, ossia i giocatori che hanno perso nell'ultimo turno, ma che avevano una classifica più alta rispetto agli altri partecipanti che avevano comunque perso nel turno finale.

## Teste di serie
1. Denys Molčanov /  Igor Zelenay (ultimo turno)
2. Sander Gillé /  Joran Vliegen (ultimo turno)
3. Andre Begemann /  Yasutaka Uchiyama (qualificati)
4. Austin Krajicek /  Jeevan Nedunchezhiyan (qualificati)

1. Andreas Mies /  Kevin Krawietz (qualificati)
2. Sriram Balaji /  Vishnu Vardhan (qualificati)
3. Ariel Behar /  Hsieh Cheng-peng (ultimo turno)
4. Christopher Rungkat /  Tristan-Samuel Weissborn (primo turno)

## Qualificati
1. Sriram Balaji /  Vishnu Vardhan
2. Andreas Mies /  Kevin Krawietz

1. Andre Begemann /  Yasutaka Uchiyama
2. Austin Krajicek /  Jeevan Nedunchezhiyan

## Tabellone qualificazioni

### Legenda
| - Q = Qualificato - WC = Wild card - LL = Lucky loser | - ALT = Alternate - SE = Special Exempt - PR = Protected Ranking | - w/o = Walkover - r = Ritirato - d = Squalificato |

### Sezione 1
|  | Primo turno | Primo turno                  | Primo turno                  | Primo turno | Primo turno |  |  | Ultimo turno | Ultimo turno                 | Ultimo turno                 | Ultimo turno | Ultimo turno |  |
|  |             |                              |                              |             |             |  |  |              |                              |                              |              |              |  |
|  | 1           | Denys Molčanov Igor Zelenay  | 3                            | 6           | 16          |  |  |              |                              |                              |              |              |  |
|  |             | Ruben Bemelmans Denis Kudla  | 6                            | 4           | 14          |  |  | 1            | Denys Molčanov Igor Zelenay  | Denys Molčanov Igor Zelenay  | 3            | 4            |  |
|  |             | Sergio Galdós Gerald Melzer  | Sergio Galdós Gerald Melzer  | 3           | 4           |  |  | 6            | Sriram Balaji Vishnu Vardhan | Sriram Balaji Vishnu Vardhan | 6            | 6            |  |
|  | 6           | Sriram Balaji Vishnu Vardhan | Sriram Balaji Vishnu Vardhan | 6           | 6           |  |  |              |                              |                              |              |              |  |

### Sezione 2
|  | Primo turno | Primo turno                           | Primo turno                           | Primo turno | Primo turno |  |  | Ultimo turno | Ultimo turno                | Ultimo turno                | Ultimo turno | Ultimo turno |  |
|  |             |                                       |                                       |             |             |  |  |              |                             |                             |              |              |  |
|  | 2           | Sander Gillé Joran Vliegen            | Sander Gillé Joran Vliegen            | 6           | 6           |  |  |              |                             |                             |              |              |  |
|  |             | Sanchai Ratiwatana Sonchat Ratiwatana | Sanchai Ratiwatana Sonchat Ratiwatana | 4           | 4           |  |  | 2            | Sander Gillé Joran Vliegen  | Sander Gillé Joran Vliegen  | 3            | 63           |  |
|  |             | Hugo Dellien Gonçalo Oliveira         | 1                                     | 6           | 3           |  |  | 5            | Kevin Krawietz Andreas Mies | Kevin Krawietz Andreas Mies | 6            | 7            |  |
|  | 5           | Kevin Krawietz Andreas Mies           | 6                                     | 3           | 6           |  |  |              |                             |                             |              |              |  |

### Sezione 3
|  | Primo turno | Primo turno                       | Primo turno                       | Primo turno | Primo turno |  |  | Ultimo turno | Ultimo turno                     | Ultimo turno | Ultimo turno | Ultimo turno |  |
|  |             |                                   |                                   |             |             |  |  |              |                                  |              |              |              |  |
|  | 3           | Andre Begemann Yasutaka Uchiyama  | Andre Begemann Yasutaka Uchiyama  | 7           | 6           |  |  |              |                                  |              |              |              |  |
|  |             | Mackenzie McDonald Peter Polansky | Mackenzie McDonald Peter Polansky | 65          | 2           |  |  | 3            | Andre Begemann Yasutaka Uchiyama | 6            | 64           | 8            |  |
|  |             | Aljaksandr Bury Peng Hsien-yin    | 3                                 | 6           | 4           |  |  | 7            | Ariel Behar Hsieh Cheng-peng     | 4            | 7            | 6            |  |
|  | 7           | Ariel Behar Hsieh Cheng-peng      | 6                                 | 4           | 6           |  |  |              |                                  |              |              |              |  |

### Sezione 4
|  | Primo turno | Primo turno                                  | Primo turno                           | Primo turno | Primo turno |  |  | Ultimo turno | Ultimo turno                          | Ultimo turno                          | Ultimo turno | Ultimo turno |  |
|  |             |                                              |                                       |             |             |  |  |              |                                       |                                       |              |              |  |
|  | 4           | Austin Krajicek Jeevan Nedunchezhiyan        | Austin Krajicek Jeevan Nedunchezhiyan | 7           | 6           |  |  |              |                                       |                                       |              |              |  |
|  | WC          | Aidan McHugh Marcus Willis                   | Aidan McHugh Marcus Willis            | 63          | 3           |  |  | 4            | Austin Krajicek Jeevan Nedunchezhiyan | Austin Krajicek Jeevan Nedunchezhiyan | 7            | 6            |  |
|  | WC          | Edward Corrie Lloyd Glasspool                | 4                                     | 7           | 9           |  |  | WC           | Edward Corrie Lloyd Glasspool         | Edward Corrie Lloyd Glasspool         | 65           | 3            |  |
|  | 8           | Christopher Rungkat Tristan-Samuel Weissborn | 6                                     | 5           | 7           |  |  |              |                                       |                                       |              |              |  |